# Esperanza Brito de Martí

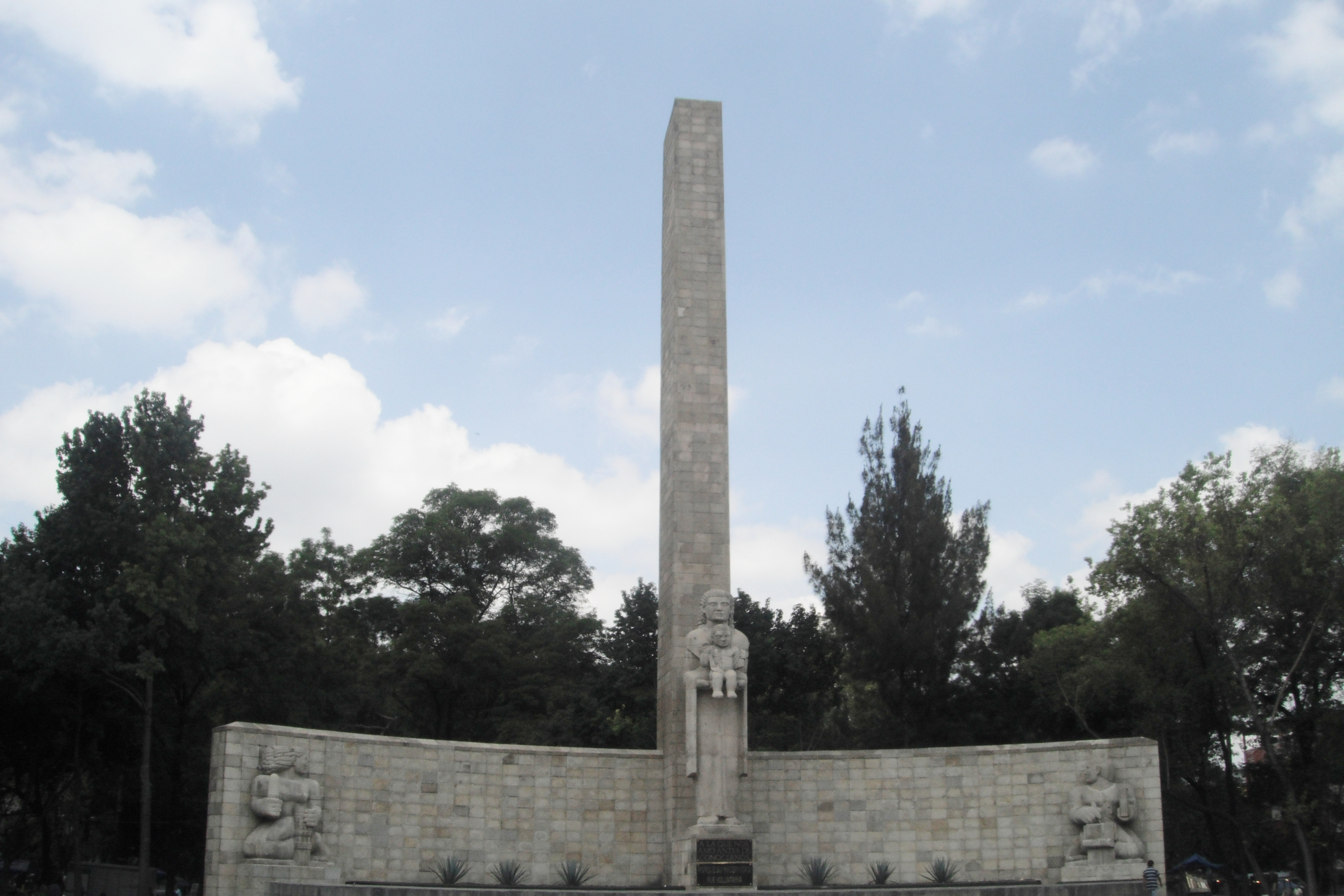
Monumento a la Madre en Ciudad de México, cuya placa fue modificada por las feministas.

Esperanza Brito de Martí (Ciudad de México, 1932 - 16 de agosto de 2007) fue una periodista, feminista y activista mexicana en pro de los derechos sexuales y reproductivos de las mujeres.

## Biografía
Fue hija de Rodulfo Brito Foucher, rector de la Universidad Nacional Autónoma de México, y de la activista feminista Esperanza Moreno. Aunque su padre pensaba que las mujeres debían estudiar y prepararse, creció en un ambiente conservador y fue educaba para desempeñar el papel de esposa y madre. Se casó a los 19 años y tuvo cuatro hijas y dos hijos.
Su despertar al feminismo se inicia cuando su madre, a la edad de 55 años, se declara feminista en un artículo titulado “Yo, sí soy feminista” en el periódico El Universal, lo que para ella fue toda una sorpresa. A los 34 años y de la mano de su madre se abre a estas ideas y comprende que no se trata de luchar contra los hombres sino contra un sistema patriarcal que coloca a la mujer en un plano inferior y discriminatorio. 
Junto a su compatriota Elena Poniatowska y las argentinas Magdalena Ruiz Guiñazú y Miriam Lewi, fue una reconocida activista por los derechos humanos en su país durante la década de 1970. 

## Periodista comprometida
Desde su trabajo como periodista contribuyó a la lucha por los derechos de las mujeres. En 1963 debutó en la revista Novedades, donde trabajó primero en las páginas sociales y siete años después en la página editorial, y en 1971 pasó a la revista Siempre. Allí escribió durante tres años, consiguiendo el Premio Nacional de Periodismo “Juan Ignacio Castorena y Ursúa”  en 1973 por su reportaje “Cuando la mujer mexicana quiere, puede”, sobre mujeres mexicanas que han destacado.
En 1987 comienza a dirigir la revista Fem, una de las primeras publicaciones feministas en América Latina, fundada por Alaíde Foppa y Margarita García Flores, y en la que permaneció hasta su desaparición en 2005, los dos últimos años en versión digital.
También trabajó como coordinadora editorial de Publicaciones Continentales de México, donde se editaban las revistas Vanidades, Buenhogar y Cosmopolitan, publicando en ellas artículos sobre la situación de la mujer, lo que le valió numerosas críticas por parte de otras feministas. Sin embargo, ella defendió que eran un medio más para difundir sus ideas.

## Feminismo y lucha por la maternidad voluntaria
Comprometida con el movimiento feminista, estudia a principios de los setenta con otras compañeras los códigos legales de México en busca de preceptos en los que se discrimina a la mujer, especialmente en áreas de familia y paternidad. 
En 1972, junto a otras 23 feministas, funda  el Movimiento Nacional de Mujeres,  del que también fue presidenta. Una de las principales demandas era el derecho de reproducción de las mujeres, defendiendo el aborto libre y gratuito para poner fin a los abortos ilegales que arriesgan la vida de las mujeres.
Cuatro años más tarde, en 1976, participa en la organización de  la Primera Jornada Nacional sobre el Aborto, que concluyó con un documento en el que se pedía la legalización del aborto (libre y gratuito), la impartición de educación sexual desde la primaria e información sobre anticonceptivos desde la secundaria y se rechazaba la esterilización forzada y al aborto como sistema para regular la demografía. En noviembre de ese mismo año el documento se presentó ante la Cámara de Diputados, donde fue ignorado y archivado.
Fue cofundadora en 1976  de la Coalición de Mujeres, formada por varios grupos feministas para luchar juntas por sus objetivos: derecho a la maternidad voluntaria, libre opción sexual y rechazo de la violencia hacia las mujeres. Dos años después, en 1978, colaboran con el Frente Nacional por los Derechos y la Liberación de las Mujeres, integrado por sindicatos y partidos políticos, en la defensa de los derechos reproductivos y sexuales de las mujeres, así como laborales. Juntos elaboran en la década de los 80 el anteproyecto de la Ley de una Maternidad Voluntaria.
Su lucha feminista la lleva a participar 1988 en la fundación del primer Centro de Orientación y Apoyo a Personas Violadas (COAPEVI) y un año después en la inauguración de la primera Agencia Especializada en Delitos Sexuales en la delegación capitalina Miguel Hidalgo.
Luchó también por los derechos de las niñas y los niños, que en su opinión reforzaban la línea feminista, y 1996 fue nombrada presidenta de la Asociación Mexicana de la Cruz Blanca Neutral para la protección de la infancia.
En 1998 fue responsable del cambio en la placa del Monumento a la Madre de Ciudad de México, en la que desde 1949 podía leerse: “A la que nos amó antes de conocernos”. Las feministas añadieron otra de dimensiones similares que decía: “Porque su maternidad fue voluntaria” para reivindicar el derecho de la mujer a decidir sobre su propio cuerpo y a una maternidad libre y voluntaria. Aunque esta placa fue destruida poco después sin que se supiera quién lo había hecho, las feministas volvieron a colocarla y citaron a los medios de comunicación para que fueran testigos del hecho.

## Premios y reconocimientos
- Premio Nacional de Periodismo “Juan Ignacio Castorena y Ursúa” [6] en 1973 por su reportaje “Cuando la mujer mexicana quiere, puede".
- En reconocimiento a su activismo feminista se le puso su nombre al primer Centro Integral de Apoyo a la Mujer en el Distrito Federal, en 1998.